# Asnières Basketball
Pour le club omnisports, voir Asnières Sports.
Asnières Basketball est un club de basket-ball français basé à Asnières-sur-Seine (Hauts-de-Seine). Son équipe première monte en Pré-Nationale en 2016 après avoir passé 4 ans en Promotion Excellence Région.

Anciennement appelé "Asnières Sports" le club a évolué dans l'élite du championnat de France en Nationale 1 dans les années 1970. Le club à l’époque, section du club omnisports de la commune.

## Historique
Asnières Sports a connu une saison dans l'élite : 1971-1972. L'équipe finira 13e sur 14, glanant 5 victoires sur les 26 rencontres disputées.
De 1973 à 1980, Asnières sport, joue la tête du classement de Nationale 2, toujours placée dans les trois premières places mais n'arrive pas à remonter en Nationale 1, après quelques matchs mémorables contre le Stade français, Mulhouse et surtout Limoges.

Son homologue féminin a également connu l'élite.

### Saison 2018-2019 (Pré-Nationale)

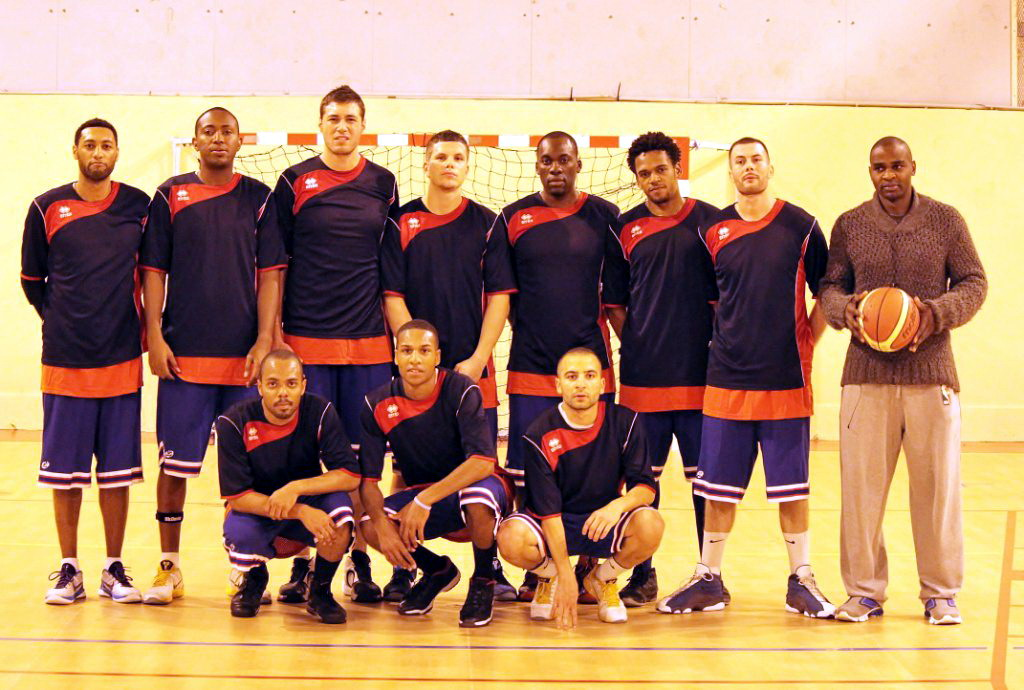
L'équipe 2011-2012.

## Entraîneurs successifs
- 1971-1972 : Pascal Ezguillian puis Serge Katchadurian
- 1972-1975 : Francis Flamme
- 1978-1980 : Claude Darciaux

## Joueurs célèbres ou marquants
- Jay Harrington
- Alexis Strus
- Stefan Arnolin
- John Ribook
- Tom Schneiderjohn
- Claude Darciaux
- Moustapha Diop
- Olivier Cardin
- François Mazier
- Moussa Touré
- Claude Pigache
- Thierry Cardin
- Bernard Blondelle
- Raphaël Buton